# 龐林
龐林（約2世紀—3世紀），襄陽人，東漢末劉備重要謀士龐統的弟弟，起初為蜀漢官員，後來投降曹魏，成為魏國官員。《三國志》中對龐林的記載很少，只記在《龐統傳》末。

## 生平
章武二年（221年）正月，劉備為報復東吳襲取荊州及擒殺關羽，舉兵攻打東吳，並任命黃權為鎮北將軍，統領長江北的軍隊防禦魏軍來襲，當時龐林以荊州治中從事身份跟隨黃權出征。同年六月，東吳將領陸遜大敗蜀軍，劉備撤退，黃權的部隊無法與蜀軍會合，只好降魏，龐林亦隨軍入魏，被封列侯，後來官至鉅鹿太守。

## 親屬

### 兄
- 龐統，劉備重要謀士，輔助劉備取得益州。

### 妻子
- 習氏，習禎的妹妹，曹操取荊州時二人被逼分開，降魏後才重聚。后来曹丕闻之贤名，赐给牀帳、衣服，以顯其節義。

### 子女
- 龐氏，龐林之女，龐林與習氏分開後習氏獨力撫養她十餘年。